# Julius Ukrainczyk
Julius Ukrainczyk (* 1911 in Warschau; † 25. Januar 1978 in Paris) war ein polnischer Fußballfunktionär und Vermittler von Fußballspielen in der Nachkriegszeit.
Ukrainczyk studierte zunächst an der Technischen Hochschule in Brünn, wurde dann aber Sportjournalist. Im Jahre 1945 betreute er eine polnische Militär-Mannschaft in der Schweiz. Bei dieser Gelegenheit setzte er sich nach Paris ab, wo er ein Büro als Spielevermittler eröffnete. „Ucki“ vermittelte u. a. ca. 5000 große Freundschaftsspiele, wobei stets immer die Vereine selbst seine Vertragspartner waren. Julius Ukrainczyk handelte niemals mit Spielern und vermittelte auch keine Spieler. Er gilt als einer der Pioniere des internationalen Spielvermittlungsgeschäfts. Zusammen mit Gabriel Hanot initiierte er den UEFA-Cup der Landesmeister. Daneben besaß er einen Galopp-Reitstall.